# Echipa națională de fotbal a Australiei
Echipa națională de fotbal a Australiei reprezintă Australia în competițiile Asociației Internaționale de Fotbal. Porecla sa oficială este „the Socceroos”. Echipa este controlată de Federația Australiană de Fotbal (FFA), care în prezent este membră a Confederației Asiatice de Fotbal.
Până în 2006 a fost afiliată la OFC, dar pentru că adversarii din această confederație erau facili, s-a mutat în AFC pentru a se pregăti mai bine, deoarece în meciurile de baraj pentru Campionatul Mondial de Fotbal întâlneau ocupanta locului cinci din calificările din zona CONMEBOL, care era deobicei o echipă mult mai puternică decât cele din Oceania. Totuși naționala Australiei s-a calificat la CM 2006 după două meciuri încheiate cu același scor, dar câștigat de gazdă 1-0. Reprezentativa Australiei s-a calificat la CM după loviturile de departajare câștigate 4–2.

## Palmares
- Cupa Confederațiilor FIFA
  - Finaliști: 1997
    - Locul trei: 2001
- Cupa Asiei AFC
  - Finaliști: 2011
- Cupa Națiunilor OFC
  - Campioni: 1980, 1996, 2000, 2004
    - Finaliști: 1998, 2002

## Participări

### Campionatul Mondial
| Campionatul Mondial de Fotbal | Campionatul Mondial de Fotbal | Campionatul Mondial de Fotbal | Campionatul Mondial de Fotbal | Campionatul Mondial de Fotbal | Campionatul Mondial de Fotbal | Campionatul Mondial de Fotbal | Campionatul Mondial de Fotbal | Campionatul Mondial de Fotbal |     | Calificări la Campionatul Mondial de Fotbal | Calificări la Campionatul Mondial de Fotbal | Calificări la Campionatul Mondial de Fotbal | Calificări la Campionatul Mondial de Fotbal | Calificări la Campionatul Mondial de Fotbal | Calificări la Campionatul Mondial de Fotbal |
| An                            | Rundă                         | Loc                           | M                             | V                             | E                             | Î                             | GP                            | GÎ                            | M   | V                                           | E                                           | Î                                           | GM                                          | GP                                          |                                             |
| ----------------------------- | ----------------------------- | ----------------------------- | ----------------------------- | ----------------------------- | ----------------------------- | ----------------------------- | ----------------------------- | ----------------------------- | --- | ------------------------------------------- | ------------------------------------------- | ------------------------------------------- | ------------------------------------------- | ------------------------------------------- | ------------------------------------------- |
| 1930                          | nu a participat               | nu a participat               | nu a participat               | nu a participat               | nu a participat               | nu a participat               | nu a participat               | nu a participat               | –   | –                                           | –                                           | –                                           | –                                           | –                                           |                                             |
| 1934                          | nu a participat               | nu a participat               | nu a participat               | nu a participat               | nu a participat               | nu a participat               | nu a participat               | nu a participat               | –   | –                                           | –                                           | –                                           | –                                           | –                                           |                                             |
| 1938                          | nu a participat               | nu a participat               | nu a participat               | nu a participat               | nu a participat               | nu a participat               | nu a participat               | nu a participat               | –   | –                                           | –                                           | –                                           | –                                           | –                                           |                                             |
| 1950                          | nu a participat               | nu a participat               | nu a participat               | nu a participat               | nu a participat               | nu a participat               | nu a participat               | nu a participat               | –   | –                                           | –                                           | –                                           | –                                           | –                                           |                                             |
| 1954                          | nu a participat               | nu a participat               | nu a participat               | nu a participat               | nu a participat               | nu a participat               | nu a participat               | nu a participat               | –   | –                                           | –                                           | –                                           | –                                           | –                                           |                                             |
| 1958                          | nu a participat               | nu a participat               | nu a participat               | nu a participat               | nu a participat               | nu a participat               | nu a participat               | nu a participat               | –   | –                                           | –                                           | –                                           | –                                           | –                                           |                                             |
| 1962                          | nu a participat               | nu a participat               | nu a participat               | nu a participat               | nu a participat               | nu a participat               | nu a participat               | nu a participat               | –   | –                                           | –                                           | –                                           | –                                           | –                                           |                                             |
| 1966                          | nu s-a calificat              | nu s-a calificat              | nu s-a calificat              | nu s-a calificat              | nu s-a calificat              | nu s-a calificat              | nu s-a calificat              | nu s-a calificat              | 2   | 0                                           | 0                                           | 2                                           | 2                                           | 9                                           |                                             |
| 1970                          | nu s-a calificat              | nu s-a calificat              | nu s-a calificat              | nu s-a calificat              | nu s-a calificat              | nu s-a calificat              | nu s-a calificat              | nu s-a calificat              | 9   | 3                                           | 5                                           | 1                                           | 12                                          | 8                                           |                                             |
| 1974                          | Grupe                         | 14                            | 3                             | 0                             | 1                             | 2                             | 0                             | 5                             | 11  | 5                                           | 5                                           | 1                                           | 21                                          | 10                                          |                                             |
| 1978                          | nu s-a calificat              | nu s-a calificat              | nu s-a calificat              | nu s-a calificat              | nu s-a calificat              | nu s-a calificat              | nu s-a calificat              | nu s-a calificat              | 12  | 6                                           | 2                                           | 4                                           | 20                                          | 11                                          |                                             |
| 1982                          | nu s-a calificat              | nu s-a calificat              | nu s-a calificat              | nu s-a calificat              | nu s-a calificat              | nu s-a calificat              | nu s-a calificat              | nu s-a calificat              | 8   | 4                                           | 2                                           | 2                                           | 22                                          | 9                                           |                                             |
| 1986                          | nu s-a calificat              | nu s-a calificat              | nu s-a calificat              | nu s-a calificat              | nu s-a calificat              | nu s-a calificat              | nu s-a calificat              | nu s-a calificat              | 8   | 4                                           | 3                                           | 1                                           | 20                                          | 4                                           |                                             |
| 1990                          | nu s-a calificat              | nu s-a calificat              | nu s-a calificat              | nu s-a calificat              | nu s-a calificat              | nu s-a calificat              | nu s-a calificat              | nu s-a calificat              | 6   | 2                                           | 2                                           | 2                                           | 11                                          | 7                                           |                                             |
| 1994                          | nu s-a calificat              | nu s-a calificat              | nu s-a calificat              | nu s-a calificat              | nu s-a calificat              | nu s-a calificat              | nu s-a calificat              | nu s-a calificat              | 10  | 7                                           | 1                                           | 2                                           | 21                                          | 7                                           |                                             |
| 1998                          | nu s-a calificat              | nu s-a calificat              | nu s-a calificat              | nu s-a calificat              | nu s-a calificat              | nu s-a calificat              | nu s-a calificat              | nu s-a calificat              | 8   | 6                                           | 2                                           | 0                                           | 34                                          | 5                                           |                                             |
| 2002                          | nu s-a calificat              | nu s-a calificat              | nu s-a calificat              | nu s-a calificat              | nu s-a calificat              | nu s-a calificat              | nu s-a calificat              | nu s-a calificat              | 8   | 7                                           | 0                                           | 1                                           | 73                                          | 4                                           |                                             |
| 2006                          | Optimi                        | 16                            | 4                             | 1                             | 1                             | 2                             | 5                             | 6                             | 9   | 7                                           | 1                                           | 1                                           | 31                                          | 5                                           |                                             |
| 2010                          | Grupe                         | 21                            | 3                             | 1                             | 1                             | 1                             | 3                             | 6                             | 14  | 9                                           | 3                                           | 2                                           | 19                                          | 4                                           |                                             |
| 2014                          | Grupe                         | 30                            | 3                             | 0                             | 0                             | 3                             | 3                             | 9                             |     |                                             |                                             |                                             |                                             |                                             |                                             |
| 2018                          | Grupe                         |                               | 3                             | 0                             | 1                             | 2                             | 2                             | 5                             |     |                                             |                                             |                                             |                                             |                                             |                                             |
| 2022                          |                               |                               |                               |                               |                               |                               |                               |                               |     |                                             |                                             |                                             |                                             |                                             |                                             |
| Total                         | Optimi                        | 5/21                          | 16                            | 2                             | 4                             | 10                            | 13                            | 31                            | 105 | 60                                          | 26                                          | 19                                          | 286                                         | 83                                          |                                             |

### Cupa Confederațiilor FIFA
| Calificari la Cupa Confederațiilor FIFA | Calificari la Cupa Confederațiilor FIFA      | Calificari la Cupa Confederațiilor FIFA      | Calificari la Cupa Confederațiilor FIFA      | Calificari la Cupa Confederațiilor FIFA      | Calificari la Cupa Confederațiilor FIFA      | Calificari la Cupa Confederațiilor FIFA      | Calificari la Cupa Confederațiilor FIFA      | Calificari la Cupa Confederațiilor FIFA      |
| An                                      | Rundă                                        | Loc                                          | M                                            | V                                            | E                                            | Î                                            | GM                                           | GP                                           |
| --------------------------------------- | -------------------------------------------- | -------------------------------------------- | -------------------------------------------- | -------------------------------------------- | -------------------------------------------- | -------------------------------------------- | -------------------------------------------- | -------------------------------------------- |
| 1992                                    | Nu a fost invitată nici o reprezentativă OFC | Nu a fost invitată nici o reprezentativă OFC | Nu a fost invitată nici o reprezentativă OFC | Nu a fost invitată nici o reprezentativă OFC | Nu a fost invitată nici o reprezentativă OFC | Nu a fost invitată nici o reprezentativă OFC | Nu a fost invitată nici o reprezentativă OFC | Nu a fost invitată nici o reprezentativă OFC |
| 1995                                    | Nu a fost invitată nici o reprezentativă OFC | Nu a fost invitată nici o reprezentativă OFC | Nu a fost invitată nici o reprezentativă OFC | Nu a fost invitată nici o reprezentativă OFC | Nu a fost invitată nici o reprezentativă OFC | Nu a fost invitată nici o reprezentativă OFC | Nu a fost invitată nici o reprezentativă OFC | Nu a fost invitată nici o reprezentativă OFC |
| 1997                                    | Locul doi                                    | 2                                            | 5                                            | 2                                            | 1                                            | 2                                            | 4                                            | 8                                            |
| 1999                                    | nu s-a calificat                             | nu s-a calificat                             | nu s-a calificat                             | nu s-a calificat                             | nu s-a calificat                             | nu s-a calificat                             | nu s-a calificat                             | nu s-a calificat                             |
| 2001                                    | Locul trei                                   | 3                                            | 5                                            | 3                                            | 0                                            | 2                                            | 4                                            | 2                                            |
| 2003                                    | Nu s-a calificat                             | Nu s-a calificat                             | Nu s-a calificat                             | Nu s-a calificat                             | Nu s-a calificat                             | Nu s-a calificat                             | Nu s-a calificat                             | Nu s-a calificat                             |
| 2005                                    | Grupe                                        | 8                                            | 3                                            | 0                                            | 0                                            | 3                                            | 5                                            | 10                                           |
| 2009                                    | Nu s-a calificat                             | Nu s-a calificat                             | Nu s-a calificat                             | Nu s-a calificat                             | Nu s-a calificat                             | Nu s-a calificat                             | Nu s-a calificat                             | Nu s-a calificat                             |
| 2013                                    | Nu s-a calificat                             | Nu s-a calificat                             | Nu s-a calificat                             | Nu s-a calificat                             | Nu s-a calificat                             | Nu s-a calificat                             | Nu s-a calificat                             | Nu s-a calificat                             |
| Total                                   | Locul doi                                    | 3/9                                          | 13                                           | 5                                            | 1                                            | 7                                            | 13                                           | 20                                           |

### Cupa Oceaniei pe Națiuni
| Cupa Oceaniei pe Națiuni | Cupa Oceaniei pe Națiuni | Cupa Oceaniei pe Națiuni | Cupa Oceaniei pe Națiuni | Cupa Oceaniei pe Națiuni | Cupa Oceaniei pe Națiuni | Cupa Oceaniei pe Națiuni | Cupa Oceaniei pe Națiuni | Cupa Oceaniei pe Națiuni |
| An                       | Rundă                    | Loc                      | M                        | V                        | E                        | Î                        | GM                       | GP                       |
| ------------------------ | ------------------------ | ------------------------ | ------------------------ | ------------------------ | ------------------------ | ------------------------ | ------------------------ | ------------------------ |
| 1973                     | Nu a participat          | Nu a participat          | Nu a participat          | Nu a participat          | Nu a participat          | Nu a participat          | Nu a participat          | Nu a participat          |
| 1980                     | Campioni                 | 1                        | 4                        | 4                        | 0                        | 0                        | 24                       | 2                        |
| 1996                     | Campioni                 | 1                        | 4                        | 3                        | 1                        | 0                        | 14                       | 0                        |
| 1998                     | Finaliști                | 2                        | 4                        | 3                        | 0                        | 1                        | 23                       | 3                        |
| 2000                     | Campioni                 | 1                        | 4                        | 4                        | 0                        | 0                        | 26                       | 0                        |
| 2002                     | Finaliști                | 2                        | 5                        | 4                        | 0                        | 1                        | 23                       | 2                        |
| 2004                     | Campioni                 | 1                        | 7                        | 6                        | 1                        | 0                        | 32                       | 4                        |
| Total                    | Campioni                 | 6/9                      | 28                       | 24                       | 2                        | 2                        | 142                      | 11                       |

- Australia a părăsit OFC la sfârșitul anului 2005.

### Cupa Asiei AFC
| An    | Rundă     | Loc   | M     | V     | E     | Î     | GM    | GP    |
| ----- | --------- | ----- | ----- | ----- | ----- | ----- | ----- | ----- |
| 2007  | Sferturi  | 6     | 4     | 1     | 2     | 1     | 7     | 5     |
| 2011  | Locul doi | 2     | 6     | 4     | 1     | 1     | 13    | 2     |
| 2015  | Gazdă     | Gazdă | Gazdă | Gazdă | Gazdă | Gazdă | Gazdă | Gazdă |
| Total | Locul doi | 3/16  | 10    | 5     | 3     | 2     | 20    | 7     |

- Australia este membră AFC din 2006.

## Lotul echipei
Următorii jucători au fost incluși în lotul echipei pentru a disputa meciurile de la Campionatul Mondial de Fotbal 2022.
Actualizat la 25 septembrie 2022, după meciul cu  Noua Zeelandă.
| Nr. | Poz. | Jucător               | Data nașterii (vârsta)         | Selecții | Goluri | Club                   |
| --- | ---- | --------------------- | ------------------------------ | -------- | ------ | ---------------------- |
| 1   | P    | Mathew Ryan (căpitan) | 8 aprilie 1992 (32 de ani)     | 75       | 0      | Copenhagen             |
| 12  | P    | Andrew Redmayne       | 13 ianuarie 1989 (36 de ani)   | 4        | 0      | Sydney FC              |
| 18  | P    | Danny Vukovic         | 27 martie 1985 (39 de ani)     | 4        | 0      | Central Coast Mariners |
|     |      |                       |                                |          |        |                        |
| 2   | F    | Miloš Degenek         | 28 aprilie 1994 (30 de ani)    | 38       | 1      | Columbus Crew          |
| 3   | F    | Nathaniel Atkinson    | 13 iunie 1999 (25 de ani)      | 5        | 0      | Heart of Midlothian    |
| 4   | F    | Kye Rowles            | 24 iunie 1998 (26 de ani)      | 3        | 0      | Heart of Midlothian    |
| 5   | F    | Fran Karačić          | 12 mai 1996 (28 de ani)        | 11       | 1      | Brescia                |
| 8   | F    | Bailey Wright         | 28 iulie 1992 (32 de ani)      | 27       | 2      | Sunderland             |
| 16  | F    | Aziz Behich           | 16 decembrie 1990 (34 de ani)  | 53       | 2      | Dundee United          |
| 19  | F    | Harry Souttar         | 22 octombrie 1998 (26 de ani)  | 10       | 6      | Stoke City             |
| 20  | F    | Thomas Deng           | 20 martie 1997 (28 de ani)     | 2        | 0      | Albirex Niigata        |
| 24  | F    | Joel King             | 30 octombrie 2000 (24 de ani)  | 4        | 0      | OB                     |
|     |      |                       |                                |          |        |                        |
| 10  | M    | Ajdin Hrustic         | 5 iulie 1996 (28 de ani)       | 20       | 3      | Hellas Verona          |
| 13  | M    | Aaron Mooy            | 15 septembrie 1990 (34 de ani) | 53       | 7      | Celtic                 |
| 14  | M    | Riley McGree          | 2 noiembrie 1998 (26 de ani)   | 11       | 1      | Middlesbrough          |
| 17  | M    | Cameron Devlin        | 7 iunie 1998 (26 de ani)       | 1        | 0      | Heart of Midlothian    |
| 22  | M    | Jackson Irvine        | 7 martie 1993 (32 de ani)      | 49       | 7      | St. Pauli              |
| 26  | M    | Keanu Baccus          | 7 iunie 1998 (26 de ani)       | 1        | 0      | St Mirren              |
|     |      |                       |                                |          |        |                        |
| 6   | A    | Marco Tilio           | 23 august 2001 (23 de ani)     | 5        | 0      | Melbourne City         |
| 7   | A    | Mathew Leckie         | 4 februarie 1991 (34 de ani)   | 73       | 13     | Melbourne City         |
| 9   | A    | Jamie Maclaren        | 29 iulie 1993 (31 de ani)      | 26       | 8      | Melbourne City         |
| 11  | A    | Awer Mabil            | 15 septembrie 1995 (29 de ani) | 29       | 8      | Cádiz                  |
| 15  | A    | Mitchell Duke         | 18 ianuarie 1991 (34 de ani)   | 21       | 8      | Fagiano Okayama        |
| 21  | A    | Garang Kuol           | 15 septembrie 2004 (20 de ani) | 1        | 0      | Central Coast Mariners |
| 23  | A    | Craig Goodwin         | 16 decembrie 1991 (33 de ani)  | 10       | 1      | Adelaide United        |
| 25  | A    | Jason Cummings        | 1 august 1995 (29 de ani)      | 1        | 1      | Central Coast Mariners |

## Alte recorduri
Australia deține recordul mondial pentru cea mai mare victorie și cele mai multe goluri marcate de un jucător într-un meci internațional. Ambelerecorduri au fost stabilite în meciul dintre Australia și Samoa Americană din calificările pentru Campionatul Mondial de Fotbal 2002 pe 11 aprilie 2001. Australia a câștigat cu scorul de 31–0. Archie Thompson a înscris 13 goluri și David Zdrilic 8. Cu două zile înainte de victoria cu 31-0, Australia a stabilit fostul record pentru cea mai mare victorie, învingând reprezentativa din Tonga cu scorul de 22–0. Ambele victorii au depășit fostul record deținut de Kuwait care a învins statul Bhutan cu 20–0 pe 14 februarie 2000.
Cu 13 și respectiv 8 goluri, Thompson și Zdrilic au bătut fostul record stabilit de un alt australian, Gary Cole, care a înscris 7 goluri în meciul cu Fiji din 1981, și iranianul Karim Bagheri, care a marcat 7 goluri în meciul cu Maldive în 1997. Unele surse spun că fostul record a fost de 10 goluri, obținut de Danemarca lui Sophus Nielsen la Jocurile Olimpice din 1908 și Germania lui Gottfried Fuchs an the la Jocurile Olimpice din 1912. Aceste meciuri, deși sunt recunoscute de FIFA ca meciuri oficiale, au fost jucate de fotbaliști amatori.

### Cele mai multe goluri într-un meci
Recordul mondial este marcat cu îngroșat.
| # | Goluri | Fotbalist       | Scor | Adversar         | Competiție                                             | Dată               |
| - | ------ | --------------- | ---- | ---------------- | ------------------------------------------------------ | ------------------ |
| 1 | 13     | Archie Thompson | 31–0 | Samoa Americană  | Calificările pentru Campionatul Mondial de Fotbal 2002 | 11 aprilie 2001    |
| 2 | 8      | David Zdrilic   | 31–0 | Samoa Americană  | Calificările pentru Campionatul Mondial de Fotbal 2002 | 11 aprilie 2001    |
| 3 | 7      | Gary Cole       | 10–0 | Fiji             | Calificările pentru Campionatul Mondial de Fotbal 1982 | 14 august 1981     |
| 4 | 6      | John Aloisi     | 22–0 | Tonga            | Calificările pentru Campionatul Mondial de Fotbal 2002 | 9 aprilie 2001     |
| 4 | 6      | Frank Parsons   | 08–1 | Noua Zeelandă    | Amical                                                 | 11 septembrie 1948 |
| 5 | 5      | John Aloisi     | 13–0 | Insulele Solomon | Calificările pentru Campionatul Mondial de Fotbal 1998 | 11 iunie 1997      |
| 5 | 5      | Damian Mori     | 13–0 | Insulele Solomon | Calificările pentru Campionatul Mondial de Fotbal 1998 | 11 iunie 1997      |
| 5 | 5      | George Smith    | 10–0 | Noua Zeelandă    | Amical                                                 | 11 iulie 1936      |

#### Cele mai mari victorii
Recordul mondial este marcat cu îngroșat.
| # | Scor | Adversar         | Competiție                                             | Dată               |
| - | ---- | ---------------- | ------------------------------------------------------ | ------------------ |
| 1 | 31–0 | Samoa Americană  | Calificările pentru Campionatul Mondial de Fotbal 2002 | 11 aprilie 2001    |
| 2 | 22–0 | Tonga            | Calificările pentru Campionatul Mondial de Fotbal 2002 | 9 aprilie 2001     |
| 3 | 17–0 | Insulele Cook    | Cupa Națiunilor OFC 2000                               | 19 iunie 2000      |
| 4 | 16–0 | Insulele Cook    | Cupa Națiunilor OFC 1998                               | 28 septembrie 1998 |
| 5 | 13–0 | Insulele Solomon | Calificările pentru Campionatul Mondial de Fotbal 1998 | 11 iunie 1997      |

## Jucători

### Jucătorii cu cele mai multe selecții
Jucătorii scriși cu îngroșat sunt disponibili pentru selecție.
| #  | Nume               | Selecții | Goluri | Prima selecție     | Ultima selecție    |
| -- | ------------------ | -------- | ------ | ------------------ | ------------------ |
| 1  | Mark Schwarzer     | 88       | 0      | 31 iulie 1993      | 29 ianuarie 2011   |
| 2  | Alex Tobin         | 87       | 2      | 9 martie 1988      | 6 noiembrie 1998   |
| 3  | Paul Wade          | 84       | 10     | 3 august 1986      | 1 noiembrie 1996   |
| 4  | Brett Emerton      | 83       | 18     | 7 februarie 1998   | 29 ianuarie 2011   |
| 5  | Tony Vidmar        | 76       | 3      | 6 februarie 1991   | 7 octombrie 2006   |
| 6  | Lucas Neill        | 70       | 0      | 9 octombrie 1996   | 29 ianuarie 2011   |
| 7  | Scott Chipperfield | 68       | 12     | 25 septembrie 1998 | 23 iunie 2010      |
| 8  | Peter Wilson       | 64       | 3      | 4 noiembrie 1970   | 13 iunie 1979      |
| 9  | Attila Abonyi      | 61       | 25     | 4 iunie 1967       | 25 noiembrie 1977  |
| 10 | John Kosmina       | 60       | 25     | 18 august 1976     | 22 septembrie 1988 |
| 10 | Stan Lazaridis     | 60       | 0      | 15 aprilie 1993    | 7 octombrie 2006   |

### Jucătorii cu cele mai multe goluri
Jucătorii scriși cu îngroșat sunt disponibili pentru selecție.
| #  | Nume            | Goluri | Meciuri | Medie | Prima selecție    | Ultima selecție    |
| -- | --------------- | ------ | ------- | ----- | ----------------- | ------------------ |
| 1  | Damian Mori     | 29     | 45      | 0.64  | 4 septembrie 1992 | 14 iulie 2002      |
| 2  | John Aloisi     | 27     | 55      | 0.49  | 12 martie 1997    | 6 februarie 2008   |
| 3  | John Kosmina    | 25     | 60      | 0.42  | 18 august 1976    | 22 septembrie 1988 |
| 3  | Attila Abonyi   | 25     | 61      | 0.41  | 4 iunie 1967      | 25 noiembrie 1977  |
| 5  | Tim Cahill      | 23     | 50      | 0.46  | 28 februarie 2001 | 22 ianuarie 2011   |
| 6  | Archie Thompson | 21     | 33      | 0.64  | 30 martie 2004    | 7 septembrie 2010  |
| 7  | David Zdrilic   | 20     | 30      | 0.67  | 18 ianuarie 1997  | 29 martie 2005     |
| 8  | Graham Arnold   | 19     | 56      | 0.34  | 23 octombrie 1985 | 29 noiembrie 1997  |
| 9  | Ray Baartz      | 18     | 48      | 0.38  | 28 mai 1967       | 27 aprilie 1974    |
| 9  | Brett Emerton   | 18     | 82      | 0.22  | 7 februarie 1998  | 25 ianuarie 2011   |
| 10 | Gary Cole       | 17     | 19      | 0.89  | 11 iunie 1978     | 14 octombrie 1982  |
| 10 | Aurelio Vidmar  | 17     | 44      | 0.39  | 30 ianuarie 1991  | 3 iunie 2001       |

### Meciuri ca si căpitani
Jucătorii scriși cu îngroșat sunt disponibili pentru selecție.
| #  | Nume                  | Meciuri ca și căpitan | Meciuri | Goluri | Prima banderolă   | Ultima banderolă  |
| -- | --------------------- | --------------------- | ------- | ------ | ----------------- | ----------------- |
| 1  | Peter Wilson          | 60                    | 64      | 3      | 11 noiembrie 1971 | 13 iunie 1979     |
| 2  | Paul Wade             | 46                    | 84      | 10     | 25 august 1990    | 1 noiembrie 1996  |
| 3  | Lucas Neill (prezent) | 32                    | 69      | 0      | 7 octombrie 2006  | 25 ianuarie 2011  |
| 4  | Alex Tobin            | 30                    | 87      | 2      | 11 februarie 1995 | 6 noiembrie 1998  |
| 4  | Charlie Yankos        | 30                    | 49      | 7      | 25 octombrie 1986 | 16 aprilie 1989   |
| 6  | John Kosmina          | 25                    | 60      | 25     | 6 octombrie 1982  | 9 martie 1988     |
| 7  | Johnny Warren         | 24                    | 42      | 6      | 5 noiembrie 1967  | 1 decembrie 1970  |
| 7  | Paul Okon             | 24                    | 28      | 0      | 9 octombrie 1996  | 7 septembrie 2003 |
| 9  | Mark Viduka           | 17                    | 43      | 11     | 3 august 2005     | 21 iulie 2007     |
| 10 | Craig Moore           | 13                    | 51      | 3      | 18 februarie 2004 | 6 ianuarie 2010   |

### Loturi
- Pentru lotul de jucători de la Campionatul Mondial de Fotbal 2010 vezi Grupa D.

## Antrenori
| Nume                                                     | Perioadă     | Meciuri | Victorii | Egaluri | Înfrângeri | Pct. pe meci | Victorii % | Performanțe |
| -------------------------------------------------------- | ------------ | ------- | -------- | ------- | ---------- | ------------ | ---------- | --- |
| Tiko Jelisavcic                                          | 1965         | 6       | 3        | 0       | 3          | 1.50         | 50%        | |
| Jozef Vengloš                                            | 1965–1967    | 7       | 4        | 1       | 2          | 1.86         | 57%        | |
| Joe Vlatsis                                              | 1967–1969    | 23      | 13       | 7       | 3          | 2.00         | 57%        | |
| Ralé Rasic                                               | 1970–1974    | 31      | 16       | 9       | 6          | 1.84         | 52%        | Grupele Campionatului Mondial de Fotbal 1974 |
| Brian Green                                              | 1976         | 2       | 2        | 0       | 0          | 3.00         | 100%       | |
| Jim Shoulder                                             | 1976–1978    | 25      | 10       | 7       | 8          | 1.48         | 40%        | |
| Rudi Gutendorf                                           | 1979–1981    | 18      | 3        | 8       | 7          | 0.94         | 17%        | Câștigător al Cupei Națiunilor OFC 1980 |
| Les Scheinflug                                           | 1981–1983    | 12      | 8        | 1       | 3          | 2.08         | 67%        | |
| Frank Arok                                               | 1983–1989    | 46      | 21       | 14      | 11         | 1.67         | 46%        | |
| Les Scheinflug (interimar în mandatul lui Frank Arok)    | 1983         | 4       | 3        | 0       | 1          | 2.25         | 75%        | |
| Les Scheinflug (interimar)                               | 1990         | 1       | 1        | 0       | 0          | 3.00         | 100%       | |
| Eddie Thomson                                            | 1990–1996    | 56      | 26       | 11      | 19         | 1.59         | 46%        | Câștigător al Cupei Națiunilor OFC 1996 |
| Les Scheinflug (interimar în mandatul lui Eddie Thomson) | 1992         | 3       | 2        | 1       | 0          | 2.33         | 67%        | |
| Vic Fernandez (interimar în mandatul lui Eddie Thomson)  | 1992         | 2       | 1        | 0       | 1          | 1.5          | 50%        | |
| Les Scheinflug (interimar în mandatul lui Eddie Thomson) | 1994         | 1       | 1        | 0       | 0          | 3.00         | 100%       | |
| Raul Blanco (interimar)                                  | 1996         | 2       | 2        | 0       | 0          | 3.00         | 100%       | |
| Terry Venables                                           | 1997–1998    | 23      | 15       | 3       | 5          | 2.09         | 65%        | Finalist al Cupei Confederațiilor 1997 |
| Raul Blanco (interimar)                                  | 1998–1999    | 5       | 3        | 1       | 1          | 2.00         | 60%        | Finalist al Cupei Națiunilor OFC 1998 |
| Frank Farina                                             | 1999–2005    | 58      | 34       | 9       | 15         | 1.91         | 59%        | Câștigător al Cupei Națiunilor OFC 2000 Locul trei la Cupa Confederațiilor FIFA 2001 Finalit al Cupei Națiunilor OFC 2002 Câștigător al Cupei Națiunilor OFC 2004 Prima rundă a Cupei Confederațiilor FIFA 2005 |
| Guus Hiddink                                             | 2005–2006    | 12      | 7        | 2       | 3          | 1.92         | 58%        | Șaisprezecimile Campionatului Mondial de Fotbal 2006 |
| Graham Arnold (interimar)                                | 2006–2007    | 15      | 6        | 4       | 5          | 1.47         | 40%        | Sferturile Cupei Asiei 2007 |
| Rob Baan (interimar)                                     | 2007         | 1       | 1        | 0       | 0          | 3.00         | 100%       | |
| Pim Verbeek                                              | 2007–2010    | 33      | 18       | 9       | 6          | 1.91         | 55%        | Grupe Campionatul Mondial de Fotbal 2010 S-a calificat la Cupa Asiei OFC 2011 |
| Han Berger (interimar)                                   | 2010         | 1       | 0        | 0       | 1          | 0.00         | 0%         | |
| Holger Osieck                                            | 2010–prezent | 10      | 6        | 3       | 1          | 2.10         | 60%        | Finalist al Cupei Asiei 2011 |